# Saint-Léonard (New Brunswick)
Saint-Léonard ist eine Stadt im Madawaska County in New Brunswick, Kanada mit 1300 Einwohnern (Stand: 2016). Sie liegt im Nordwesten der Provinz am Zusammenfluss von Saint John und Madawaska. Die internationale Grenze zwischen Kanada und den Vereinigten Staaten verläuft in der Mitte des Saint John Rivers; eine Brücke verbindet Saint-Léonard mit der gegenüber liegenden Stadt Van Buren in Maine.
Die Stadt hatte im Jahr 2011 1.342 Einwohner, die zu 98 % Französisch sprechen, dem höchsten frankophonen Anteil der gesamten Provinz. Die Stadt ist von den hier noch sanften Hügeln der Appalachian Mountains umgeben, durch die Stadtmitte fließt der Madawaska River und mündet im Süden in den majestätischen Saint John River. Saint-Léonard liegt am Trans-Canada Highway, der von Québec kommend an die Küste führt. Der Haupterwerbszweig der Region ist die Holzindustrie und die Bewohner finden in zahlreichen Sägemühlen, Papier- und Zellstofffabriken Beschäftigung.

## Geschichte
Die unklare Grenzlinie in diesem Gebiet war lange Zeit zwischen dem damaligen Britisch-Nordamerika und den Vereinigten Staaten umstritten und führte 1838/39 fast zum Aroostook-Krieg. Der Konflikt wurde schließlich 1842 mit dem Webster-Ashburton-Vertrag in London beendet, ohne dass ein Schuss gefallen war. Die frankophonen sogenannten Brayon in der Region wohnten beiderseits der Grenze und wollten damals einen eigenen Staat, die Republik Madawaska, gründen. Noch heute trägt der Bürgermeister von Saint-Léonard den Titel Präsident der Republik Madawaska und vor dem Rathaus weht unter anderen die Fahne von Madawaska.

## Einzelnachweise

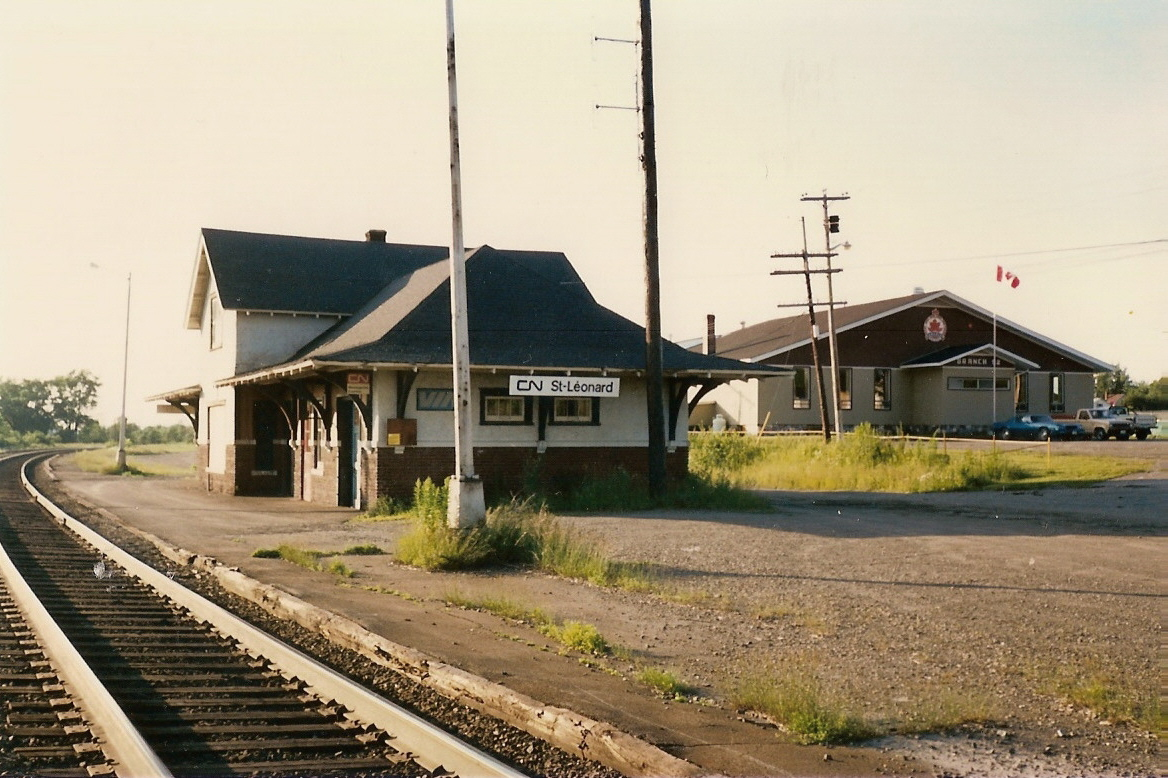
Saint Léonard Eisenbahnstation